# Emmanuel van den Bosch
Emmanuel Alfonso van den Bosch OFMCap (ur. 18 czerwca 1854 w Antwerpii; zm. 15 października 1921) – belgijski duchowny katolicki, misjonarz w Indiach Brytyjskich, biskup Lahaur (1890-1892), arcybiskup Agry (1892-1897), następnie arcybiskup tytularny Parium

## Życiorys
Święcenia kapłańskie otrzymał 1879. Brał udział w misjach belgijskich kapucynów w Indiach. Od 1886 do 1890 był dyrektorem Kolegium św. Franciszka (St. Francis' College) w Lucknow.

## Episkopat
21 listopada 1890 został mianowany biskupem diecezji Lahaur. Sakry biskupiej udzielił mu 18 stycznia 1891 arcybiskup Andrea Aiuti, ówczesny delegat apostolski w Indiach.
2 maja 1892 papież Leon XIII mianował go arcybiskupem Agry. 5 maja 1897 Van den Bosch zrezygnował z tej funkcji. Otrzymał wówczas godność tytularną arcybiskupa Parium.
Udzielił święceń kapłańskich Anicetowi Koplińskiemu (1900).